# Сойфер, Александр Миронович
Александр Миронович Сойфер (18 декабря 1906, Льеж ― 21 января 1969, Куйбышев) ― советский педагог и инженер. Кандидат технических наук, профессор. Исполняющий обязанности директора Куйбышевского авиационного института в 1942 г..

## Биография
Родился в 1906 году в Льеже, Бельгия в семье Мирона Соломоновича Сойфера, эмигрировавшего из России после революции 1905―1907 гг. В 1908 году семья вернулась в Россию, а в 1917 году переехала в Харьков. Вскоре после Октябрьской революции отец был назначен главным инженером ВСНХ Украины, но уже в 1922 году скончался.
Начал работать в возрасте четырнадцати лет: сначала рабочим-штамповщиком, а в 1923 году ― слесарем авиабазы. Окончил рабфак Харьковского вечернего политехникума, а в 1923 года поступил в Харьковского технологического института. В 1927 году перевёлся на авиаотделение. С 1928 по 1932 гг. работал на моторостроительном заводе N 29 в Запорожье и участвовал в освоении и доводке ряда первых советских авиадвигателей, в том числе двигателя М-11. Прошёл путь от инженера цеха до заместителя начальника конструкторского отдела.
В 1932 году перевёлся в Харьковский авиационный институт (ХАИ) на должность начальника конструкторского бюро при кафедре авиационных двигателей. В 1937 году становится заведующим кафедрой тепловых двигателей ХАИ. В 1938 году ему было присвоено учёное звание доцента, а в 1939 году он защитил кандидатскую диссертацию. В 1941 году, после начала войны, ХАИ был эвакуирован в Казань, а Сойфер был назначен начальником эвакуационного эшелона. Тогда же работал заведующим кафедрой и деканом факультета авиадвигателей ХАИ.
8 июля 1942 года вышло постановление Совнаркома СССР об образовании Авиационного института в Куйбышеве, а Сойфер был назначен исполняющим обязанности директора новообразованного университета. В ноябре он занял пост заместителя директора по учебной и научной работе, а директором стал Ф. И. Стебихов. В августе 1942 года также стал заведующим кафедрой теории и конструкции авиадвигателей КуАИ.
К началу 60-х годов А. М. Сойфер сформировался как крупный учёный в области надёжности авиадвигателей и виброзащиты изделий, им был опубликован ряд научных работ. Также имел несколько патентов. В 1962 году ему было присвоено учёное звание профессора.
В 1966 году закончил разработку концепции проволочных проницаемых материалов на основе соединения и компактирования спиральных пружин, образующих при прессовании упруго деформируемую пористую систему. Сегодня изделия из этого материала применяются в самолётах и космических кораблях, подводных и надводных судах, медицине, атомной промышленности.
Скончался 21 января 1969 года во время приёма экзамена у студентов.

### Семья
Был дважды женат. Имел две дочери от первого брака. Сын от второго брака ― Виктор Александрович Сойфер, учёный, ректор СГАУ в 1990―2010 гг.
Брат — Леонид Миронович Сойфер (1913—1989), также закончил Харьковский авиационный институт, работал в Сталинграде на танкостроительном заводе, затем главным конструктором ЦПКБ МА в Риге.
Двоюродный брат — австрийский драматург Юра Зойфер (Юрий Вольфович Сойфер).

## Награды
- Медаль «За доблестный труд в Великой Отечественной войне 1941—1945 гг.»
- Орден «Знак Почёта»